# Sakichi Sato
Sakichi Sato (佐藤 佐吉, Satō Sakichi, nascut el 13 de maig de 1964) és un actor, director i guionista japonès. Ha escrit diverses adaptacions del guió de sèries de manga com ara Tokyo Zombie, Ichi the killer, i Gozu. També va dirigir Miss Boys about cross-dressing schoolboys. A Occident, va interpretar a Charlie Brown a la pel·lícula de Quentin Tarantino de 2003 Kill Bill: Volum 1.

## Filmografia
| Any  | Títol                             | Paper                          | Notes               |
| ---- | --------------------------------- | ------------------------------ | ------------------- |
| 2001 | Ichi the killer                   | Man Kicking Ichi               | guionista           |
| 2002 | Man Kicking Ichi                  |                                |                     |
| 2002 | Akarui Mirai                      | Manager de tenda de reciclatge |                     |
| 2003 | Gozu                              | Botiguer de caf+e              | guionista           |
| 2003 | Last Life in the Universe         | Yakuza                         |                     |
| 2003 | Kill Bill: Volum 1                | Charlie Brown                  |                     |
| 2003 | Joze to tora to sakana tachi      |                                |                     |
| 2004 | Kill Bill: Volum 2                | Charlie Brown                  |                     |
| 2004 | Gakincho rock                     |                                |                     |
| 2004 | Watashi no akachan                |                                |                     |
| 2005 | Tokyo Zombie                      |                                | Director, guionidys |
| 2006 | Yôki na gyangu ga chikyû o mawasu |                                |                     |
| 2006 | Kiraware Matsuko no isshô         |                                |                     |
| 2006 | Niji no megami                    |                                |                     |
| 2007 | Sonna muchana!                    |                                |                     |
| 2008 | Heibon Ponch                      | Aki Mashima                    |                     |
| 2010 | Shîsaido môteru                   | Torture Victim                 |                     |
| 2010 | Insect Detective Yoshimi Yoshida  |                                | Director            |
| 2011 | Denjin Zabôgâ                     |                                |                     |
| 2011 | Tokyo Playboy Club                | Matsunosuke                    |                     |
| 2011 | Miss Boys                         |                                | Director            |
| 2014 | Kamisama no iu tôri               |                                |                     |
| 2014 | Tokyo Slaves                      |                                | Director, guionista |